# هزاع الغامدي (لاعب كرة قدم)
هزاع أحمد الغامدي (بالإنجليزية: Hazzaa Ahmed Al-Ghamdi)‏؛ مواليد 11 يناير 2001 في السعودية، هو لاعب كرة قدم سعودي يلعب لنادي الوحدة و منتخب الشباب .

## روابط خارجية
- هزاع الغامدي (لاعب كرة قدم سعودي) على موقع قاعدة بيانات كرة القدم.إي يو (الإنجليزية)
- هزاع الغامدي (لاعب كرة قدم سعودي) على موقع Soccerway.com (الإنجليزية)